# Coenagrion hylas
Coenagrion hylas är en trollsländeart som först beskrevs av Filip Trybom 1889.  Coenagrion hylas ingår i släktet blå flicksländor, och familjen sommarflicksländor. Inga underarter finns listade i Catalogue of Life.
Arten förekommer glest fördelad från centrala Europa till norra och centrala Asien. Den lever i träskmarker och andra landskap nära vattendrag eller stående vatten.
Beståndet hotas i Europa av torka. Hela populationen antas vara stabil. IUCN listar arten som livskraftig (LC).